# Secrétariat d'État à l'Énergie (Espagne)
Le secrétariat d'État à l'Énergie d'Espagne (en espagnol : Secretaría de Estado de Energía) est le secrétariat d'État chargé de la politique énergétique et minière.
Il relève du ministère de la Transition écologique et du Défi démographique.

## Missions

### Fonctions
Le secrétariat d'État à l'Énergie est l'organe supérieur du ministère de la Transition écologique et du Défi démographique auquel il revient de proposer et mettre en œuvre la politique gouvernementale en matière énergétique. À ce titre, il est notamment chargé de :
- la mise en œuvre de la politique énergétique et minière, en accord avec l'objectif de garantir la sécurité de l'acheminement, la sécurité publique, la durabilité économique et financière des systèmes électriques et gaziers, l'indépendance de la distribution, la qualité de l'air, la lutte contre le changement climatique et le respect de l'environnement, la gestion optimale et le développement des ressources nationales, la gestion de la demande, la gestion des choix technologiques futurs, l'utilisation de l'énergie, la protection des consommateurs énergétiques vulnérables et la réduction de la pauvreté énergétique ;
- la mise en œuvre de la planification et de la stratégie énergétique, en lien avec l'objectif de neutralité climatique à long terme ;
- la proposition d'actes normatifs dans les matières relevant de la compétence du secrétariat d'État, en coordination avec le secrétariat général technique ;
- l'élaboration des propositions de régulation et, le cas échéant, d'approuver les tarifs, les prix des produits énergétiques, les redevances d'accès aux entrepôts souterrains de gaz naturel, les frais des systèmes électriques et gazeux, ainsi que les rétributions des activités exécutées dans le cadre du secteur énergétique ;
- la régulation, le suivi et l'analyse des ventes d'énergie et des capacités ;
- le développement du remplacement des combustibles et vecteurs d'énergie par d'autres moins polluants ;
- l'impulsion d'une transition juste dans les zones qui ont encore un haut niveau de dépendance économique aux combustibles non renouvelables ;
- le développement de mesures de protection en faveur des consommateurs d'énergie, spécialement ceux en situation de vulnérabilité, et leur accès à l'information énergétique et à la réduction de la pauvreté énergétique ;
- l'information des prises de participation dans le secteur électrique et des hydrocarbures ;
- l'élaboration et, le cas échéant, de l'application des mesures orientées à assurer l'approvisionnement énergétique, la mobilité énergétique, le développement de la flexibilité du système au moyen de la gestion de la demande et du stockage, dans un contexte de décarbonisation progressive ;
- l'analyse et le suivi économique et financier des marchés énergétiques et d'hydrocarbures liquides ;
- la supervision du marché des hydrocarbures liquides ;
- la liquidation des coûts et des revenus des secteurs énergétiques ;
- l'exercice des facultés de contrôle, d'inspection et de sanction en matière énergétique, et de vérification du respect des conditions techniques des installations et des prérequis inscrits dans les autorisations d'exploitation ;
- la gestion du système de certification des produits, de la consommation et des ventes d'énergies renouvelables, biocarburants et nouveaux combustibles ;
- la réalisation de projections de la demande en produits énergétiques, l'analyse des courbes de consommation et des prix énergétiques par secteurs et produits énergétiques, du suivi des indicateurs conjoncturels et sectoriels énergétiques et de la réalisation des analyses d'études et des statistiques énergétiques, en lien avec le sous-secrétariat ;
- l'accomplissement, du suivi, de la notification et de la vérification des conventions internationales souscrites par le Royaume d'Espagne en matière énergétique, ainsi que de la préparation des conseils des ministres de l'Union européenne dans ce domaine ;
- la coordination avec les autres départements ministériels et l'intégration de la transition énergétique dans l'ensemble des politiques sectorielles ;
- l'interlocution avec les secteurs et la société civile pour développer la coopération, l'échange des meilleures pratiques et du développement de modèles d'affaires et de solutions innovantes en matière énergétique, ainsi que de l'exécution des actions et programmes destinés à favoriser les opportunités économiques, sociales et environnementales pour la transition énergétique des différents secteurs.

### Organisation
Le secrétariat d’État s'organise de la manière suivante : 
- Secrétariat d'État à l’Énergie (Secretaría de Estado de Energía) ;
  - Direction générale de la Politique énergétique et des Mines ;
    - Sous-direction générale des Hydrocarbures et des nouveaux combustibles ;
    - Sous-direction générale de l'Énergie électrique ;
    - Sous-direction générale des Mines ;
    - Sous-direction générale des Énergies renouvelables ;
    - Sous-direction générale des Infrastructures et de l'Intégration du système énergétique ;
    - Sous-direction générale du Stockage et de la Flexibilité ;

  - Direction générale de la Planification et de la Coordination énergétique ;
    - Sous-direction générale de la Prospective et des Statistiques énergétiques ;
    - Sous-direction générale de l'Efficience et de l'Accès à l'énergie ;
    - Sous-direction générale de l'Énergie nucléaire.

## Titulaires
| Titulaire                                   | Titulaire                    | Début      | Fin         | Parti | Ministre                               |
| ------------------------------------------- | ---------------------------- | ---------- | ----------- | ----- | -------------------------------------- |
|                                             | Nemesio Fernández-Cuesta     | 11/05/1996 | 26/09/1998  | Sans  | Josep Piqué                            |
|                                             |                              |            |             |       |                                        |
|                                             | José Folgado                 | 13/07/2002 | 20/04/2004  | PP    | Rodrigo Rato                           |
|                                             |                              |            |             |       |                                        |
|                                             | Pedro Marín Uribe            | 18/04/2009 | 10/01/2011  | Sans  | Miguel Sebastián                       |
|                                             | Fabricio Hernández Pampaloni | 10/01/2011 | 31/12/2011  | Sans  | Miguel Sebastián                       |
|                                             | Fernando Martí Scharfhausen  | 31/12/2011 | 29/12/2012  | Sans  | José Manuel Soria                      |
|                                             | Alberto Nadal                | 29/12/2012 | 12/11/2016  | PP    | José Manuel Soria Luis de Guindos a.i. |
|                                             | Daniel Navia Simón           | 19/11/2016 | 19/06/2018  | Sans  | Álvaro Nadal                           |
|                                             | José Domínguez Abascal       | 19/06/2018 | 18/01/2020  | Sans  | Teresa Ribera                          |
|                                             | Sara Aagesen Muñoz           | 18/01/2020 | 25/11/2024  | Sans  | Teresa Ribera                          |
|                                             | Joan Groizard Payeras        | 28/11/2024 | en fonction | Sans  | Sara Aagesen                           |
| Titres successifs : - Depuis 2009 : Énergie |                              |            |             |       |                                        |